# S-終極警官
《S-終極警官》（S -最後の警官-）為日本的漫畫作品，原作為小森陽一，漫畫為藤堂裕所作。於2009年開始於小學館的《Big Comic》開始連載，全20卷。描寫警察廳特殊部隊NPS及警視廳特殊部隊SAT打擊犯罪的故事。
2014年1月由日本TBS電視台改編為連續劇。

## 劇情簡介
小時候與父母一同外出的主角「神御藏一號」突然目睹朋友父母遭到不明人士開槍射殺，而嫌犯也當場被警察擊斃。為了遏止類似慘案不斷上演，同時也為了給予嫌犯品嚐同樣痛苦的機會，並讓受害者家屬保有堅強走下去的動力與獲知答案的權利，一號毅然決定投身警界，加入奉行「確保嫌犯主義」的警察廳精英特殊部隊「NPS」，以他的雙拳打擊犯罪。
隸屬警視廳特殊部隊「SAT」的狙擊手蘇我伊織，具有傑出狙擊能力，沉穩的他深信只有終結犯人的生命才能拯救人民。理念完全相反的兩人，在執勤時經常發生衝突，兩人是否能攜手合作，共同打擊犯罪呢？

## 登場人物
- 連續劇的設定一併列於此，另連續劇設定的年齡則於下方電視劇的欄位

### 警察廳NPS
神御藏一號 - 26歳
演 - 向井理
主角。警察廳刑事局搜查第一課NPS的隊員、階級為巡査。曾為拳擊手，小時候朋友父母被人殺害的場景一直存在他記憶中難以抹去，而決定投入警界。
連續劇中原為派出所的巡查，在一次的槍擊案件中挺身營救同伴，被NPS隊長香椎所看中，因認同隊長的理念決定加入NPS。小時候與結弦父母一起出門與結弦一同目睹了結弦父母被歹徒所殺害，而立志成為拳擊手保護他人，因拳擊會長的一句話「你的手並非用來打倒對手，而是用來守護人的」，轉而投入警界。
香椎秀樹- 41歳
演 - 大森南朋
警察廳刑事局捜査第一課NPS隊長、階級為警視。在警察學校中以第一名畢業，拿過警察廳長官獎2回、警視總監獎4回的前SAT。
劇中在新宿槍擊事件上看到了神御藏的英勇表現，在進行身家調查後以NPS的理念說服了神御藏加入團隊。
速田仁 - 35歳
演 - 平山浩行
警察廳刑事局搜查第一課NPS副官、階級為警部。前警視廳SIT。平常的個性冷靜沉穩，但一騎上重機後馬上性情大變。
古橋誠二郎 - 34歳
演 - 池内博之
警察廳刑事局搜查第一課NPS小隊長、階級為警部補。
梶尾龍一 - 30歳
演 - 高橋努
警察廳刑事局捜査第一課NPS隊員、階級為巡査部長。負責警察犬的訓練。不只對訓練精通，對於化學藥品也有相當知識，在事件發生時在NPS技術班中相當活躍。
林伊琉真 - 26歳
演 - 新垣結衣
警察廳刑事局搜查第一課NPS隊員、階級為巡査。為NPS的新隊員中唯一女性隊員。宮崎縣出身。為前陸上自衛隊中央即應集團特殊作戰群成員。

### 警視廳SAT
蘇我伊織 - 26歳
演 - 綾野剛
警視廳警備部警備第一課特殊部隊 (SAT) 隊員、階級為巡査。在SAT中擔任狙擊手，作為狙擊手他擁有相當傑出的狙擊能力。自己的姊姊先後被同一犯人性侵殺害，因此相當痛恨殺人犯，深信只有死才能讓他們贖罪。
中丸文夫 - 45歳
演 - 高嶋政宏
警視廳警備部警備第一課特殊部隊 (SAT) 隊長、階級為警視。個性冷靜沉穩，對於犯人的態度不可饒恕，應該以死為制裁。

### 警察廳
天城光 - 49歳
演 - 菅原大吉
警察廳長官官房審議官，階級為警視監。
横川秋 - 34歳
演 - 土屋安娜
警察廳科學警察研究所研究主任，階級為警視。
劇中對於神御藏在救人時的手發出的力量感到好奇。

### 神御藏身邊的人們
棟方結弦- 22歳
演 - 吹石一惠
神御藏在拳擊手時代的拳擊館會長的孫女，是神御藏的青梅竹馬，父母因調職而前往福岡。立志成為營養師的大學生。
劇中為一號的女朋友。雙親於小時候被歹徒於面前殺害，為了幫助更多的人而去當護士。
棟方彬 - 72歳
演 - 本田博太郎
棟方拳擊館會長，結弦的祖父。
在兒童之家與變成孤兒的神御藏相遇，對於其拳頭的力量相當讚賞而收養他。而後隊長香椎看到其拳擊的素質而開始注意神御藏。
連續劇中名字改為「耕三」，因兒子與媳婦身亡而代為教養結弦。
神御藏花 - 52歳
演 - 朝加真由美
連續劇的原創角色，神御藏一號的母親。定食屋「滿福」的店長。
丈夫於10多年前病死，他一手將神御藏扶養長大。性格爽快且天真浪漫，料理也相當在行。

### 其他
霧山六郎 - 60歳
演 - 近藤正臣（特別演出）
作家、青田大學的客座教授。前警察廳的次長，為NPS的創辦者。

## 電視劇
《S -終極警官-》為日本TBS電視台改編自漫畫的電視連續劇，於2014年1月12日開始於日曜劇場（21:00 - 21:54，JST）播出。由向井理主演。

### 背景
曾於2012年夏季主演周日劇場《Summer Rescue〜天空的診療所〜》的向井理與曾於2013年春季演出周日劇場《飛翔公關室》的綾野剛，本次作為兩個立場不同的特殊刑警，一個以活捉犯人為目標的NPS隊員，另一個不顧犯人生死的壓制犯人的SAT，兩人將在劇中發生多次衝突。土屋安娜曾演出多部電影，此次是她首次演出電視連續劇。
本作的主題曲〈我是天馬座 你是北極星〉（僕はペガサス 君はポラリス）由MISIA演唱，其亦曾在4年前周日劇場的日劇《仁者俠醫》中負責演唱主題曲，MISIA將以其富有力量的歌聲以及富含情緒的旋律將連續劇的世界觀傳達出來。

### 簡介
為了守護日本的治安，警視廳成立了特殊部隊的SAT、SIT，2014年成立了以活捉犯人為目的的第三個「S」被俗稱為「NPS」的警察廳特殊急襲捜査班（National Police Safetyrescue）本劇為有著「守護之手」之稱的主角神御藏一號的故事。
廣告標語為「抱著傷痛，讓守護的力量變強――」（痛みを抱いて、守る力は強くなる――）。

### 播出
本劇於1月12日播出的首集平均收視率達到18.9%、瞬間最高收視達到21.8%，為本季首集的最高收視。

### 登場人物
- 括號內的年齡為電視劇版的年齡設定

#### 主要人物
神御藏一號〈29〉 - 向井理(主演)（香港配音：周良鴻）
蘇我伊織〈29〉 - 綾野剛（香港配音：關令翹）
棟方結弦〈26〉 - 吹石一惠（香港配音：林芷筠）
橫川秋〈32〉 ‐ 土屋安娜（香港配音：詹健兒）
霧山六郎〈68〉 - 近藤正臣（香港配音：陳永信）
香椎秀樹〈41〉 - 大森南朋（香港配音：陳卓智）
中丸文夫〈45〉 - 高嶋政宏（香港配音：陳欣）
古橋誠二郎〈34〉 - 池内博之（香港配音：李凱傑）
速田仁〈35〉 - 平山浩行（香港配音：鄧志堅）
梶尾龍一〈31〉 - 高橋努（香港配音：李震權）

#### 其他
林伊琉真〈26〉 - 新垣結衣（第9集－完結篇）（少女時期：紺谷美友）（香港配音：林元春）
嵐悟〈38〉 - 平山祐介（香港配音：張錦江）
山中一郎〈40〉 - 本宮泰風（香港配音：劉昭文）
上野耕司〈26〉 - 淵上泰史
棟方耕三〈72〉  - 本田博太郎（香港配音：黃子敬）
神御藏花〈52〉 - 朝加真由美（香港配音：袁淑珍）
天城光〈51〉 - 菅原大吉（香港配音：招世亮）
馬場卡洛斯弘樹 - 夕輝壽太（香港配音：鄧港文）
田崎荷西直也 - 君澤勇氣
以上2人為棟方拳擊館的練習生，一號拳擊手時期的後輩。常被一號用「童子拜觀音」的方式問候。
SAT隊員 - 小栗山晃市、小幡誠、城野雅仁、熊澤洋幸、鹿野宗健、杉浦大介、中村尚輝、長谷川恒、藤本悠輔、丸山佑亮、三宅克治、山岸史卓、川崎誠一郎、高谷心也
藤堂靜江 - 布施繪理（香港配音：謝潔貞）
矢島繪美 - 朝倉繪梨香（香港配音：黃瑩瑩）
以上2人為NPS負責支援的成員。
阿久津昌也  - 高尾勇次
18年前聖誕夜槍殺結弦雙親的隨機殺人犯。
林啓太郎 - 山中崇（第9集）（香港配音：李錦綸）
伊琉真的父親。前任警察官。18年前在結弦與一號的協助下，將犯人阿久津射殺伏法。退休後在老家宮崎縣經營農場。
棟方佑介〈享年33〉 - 原田裕章
結弦的父親。
奥村麻美 - 八木菜菜花
中井千里 - 彌香
前島美香 - 安納（Santoz Ana）
以上3人為結弦的護理師同事。
正木圭吾 - 小田切讓（第3集－完結篇）（香港配音：蘇強文）
代號「M」的國際恐怖分子。

#### 各集登場人物

##### 第1集
篠田秀雄  - 小澤亮太（香港配音：麥皓豐）
被一號所救的警視廳機動隊隊員。
興津力也  - 澀谷謙人（香港配音：梁偉德）
槍擊亂射事件及挾持人質案的集團「興津組」的首領。
田所十藏 - 堀内正美（完結篇）
警視總監。

##### 第2集
谷川 - 渡邊舞
日本中央銀行行員。銀行搶案事件中被搶匪挾持的人質。

##### 第3集
新見邦治  - 三浦浩一（第4集、完結篇）
警視廳警備部課長。

##### 第4集
G - 尾谷大三郎（第9集－完結篇）
嵐守 - 長與航己（香港配音：伍秀霞）
嵐健 - 澤畑壹春（香港配音：雷碧娜）
以上2人為嵐的兒子。

##### 第5集
板橋滿生 - 瀧藤賢一（香港配音：李錦綸）
心療内科前醫師，僅剩半年性命的癌末患者。
加藤由真 - 飯豐萬理江（香港配音：黃昕瑜）
與自殺志願者交流網站的「神父」會面的高中生。

##### 第6集－第7集
廣田秋人  - 若葉龍也
有竊聽癖的巴士綁架犯。挾持包括古橋前妻及兒子在内的約40位乘客當作人質，身上綁有炸彈。
廣田春貴  - 大河内浩（香港配音：李錦綸）
秋人的父親。公司負責人。
西原史郎 - 山田日向（香港配音：羅孔柔）
古橋與由紀子的兒子。
西原由紀子 - 白羽百合（香港配音：劉惠雲）
古橋的前妻。

##### 第8集
藤波優子  - 平岩紙（香港配音：陳皓宜）
速田的女朋友。珠洲宮幼兒園老師。2年前誘拐事件的重要證人。
當真一郎  - 小木茂光（香港配音：盧國權）
SIT係長。速田的前上司。昌彦及歩美誘拐事件的現場指揮官。
美山愛香  - 今井理香
美山智彦  - 伊原農
以上2人為歩美的雙親。
池内今日子  - 笠木泉（香港配音：沈小蘭）
藤波的同事。
來栖智子 - 播田美保（香港配音：梁少霞）
越宮忍 - 福田溫子
以上2人與池内皆為石堂橋幼兒園的前任老師。
美山歩美 - 渡邊杏實
誘拐事件的被害人。珠洲宮幼兒園的畢業生。
多田昌彦 - 佐藤結良
2年前誘拐事件中被害人，已不幸遇害。

##### 第9集－完結篇
松本三郎 - 西興一朗（第9集）（香港配音：李鎮然）
前東都有線電視台技術員。
小野恵理子 - 金智順（第9集）（香港配音：黃昕瑜）
岸田航平  - 窪園純一
大井川武敏 - 辻務
綿貫博 - 豬又太一

### 製作群
- 原作 - 小森陽一、藤堂裕《S -終極警官-》（小學館）
- 劇本 - 古家和尚
- 主題曲 - MISIA〈我是天馬座 你是北極星〉（日本索尼音樂娛樂）
- 音樂 - 高見優、木村秀彬
- 副監製 - 池田克彥、相澤淳
- 副導演 - 加藤尚樹、酒見顕守、石井梨枝、塙芽衣、土屋洋和、佐藤郁
- 音樂製作 - 志田博英
- 音樂適配 - 溝口大悟
- 攝影監督 - 山本英夫
- VFX - 宮崎浩和
- 特殊化妝 - 江川悦子
- 動作協調 - 下村勇二
- 特殊槍藥道具 - 納富貴久男
- 操演 - 關山和昭
- 警察及特殊部隊顧問 - 古谷謙一
- SAT隊員指導 - 越康廣
- 警備犬訓練協助 - 藤井聰
- 拳擊指導 - 有吉将之
- 醫療顧問 - 佐佐木理惠
- 製作協助 -  TWINS JAPAN
- 特別協助 - 下田淳行、青木真樹、岡田有正
- 企劃 - 那須田淳
- 製作人 - 韓哲
- 副製作人 - 高野英治
- 導演 - 平野俊一、石井康晴
- 製作著作 - TBS電視台

### 播出日期與收視率
| 各集                                                    | 播出日期（2014年） | 副標題 | 中文副標題                                                     | 導演     | 收視率 |
| ------------------------------------------------------- | ------------------ | ------ | -------------------------------------------------------------- | -------- | ------ |
| 第1集                                                   | 1月12日            |        | 我不會讓任何人死的 那男人的手為守護生命之盾！第3個特殊部隊誕生 | 平野俊一 | 18.9%  |
| 第2集                                                   | 1月19日            |        | 炸彈客襲擊銀行！ 信念的衝突！                                  | 平野俊一 | 15.2%  |
| 第3集                                                   | 1月26日            |        | 國際恐怖M著陸！我們生命之要塞                                  | 石井康晴 | 16.1%  |
| 第4集                                                   | 2月2日             |        | 打敗最強的敵人M！成為真正的哥們                                | 平野俊一 | 12.9%  |
| 第5集                                                   | 2月9日             |        | 一個新同胞狙擊手蘇我！是善是惡？可悲的恐怖主義                 | 石井康晴 | 12.1%  |
| 第6集                                                   | 2月16日            |        | 人質是兒子！劫持巴士是為了保護家人                             | 土井裕泰 | 12.6%  |
| 第7集                                                   | 2月23日            |        | 警察官之子的覺悟 為了家庭的突擊行動！                          | 平野俊一 | 12.9%  |
| 第8集                                                   | 3月2日             |        | 綁架事件嫌犯是NPS同袍的情人！                                  | 渡瀨曉彥 | 11.2%  |
| 第9集                                                   | 3月9日             |        | 新來的狙擊手是女人                                             | 土井裕泰 | 15.4%  |
| 第10集                                                  | 3月16日            |        | 全滅！ 永別了NPS...不要放棄生命                                | 平野俊一 | 12.7%  |
| 平均收視率14.2%（收視率由Video Research於關東地區統計） |                    |        |                                                                |          |        |

### 與原作不同之處
- 神御蔵、蘇我、結弦等多位人物的年齡與原作不同。
- 原作中神御蔵一號在小時候時雙親被暴力犯所殺害，但在連續劇中母親仍健在，父親病逝。被持槍歹徒殺害的是結弦的雙親。

## 電影
- 於電視劇首映會中官方宣布將製作電影版，已於2015年8月29日上映[8]。

### 登場人物及演員
神御藏一號〈29〉 - 向井理（主演）
蘇我伊織〈29〉 - 綾野剛（主演）（香港有線配音：蔡威賢）
林伊琉真〈26〉 - 新垣結衣（香港有線配音：王慧珠）
「NPS」（警察廳特殊急襲捜査班）所屬狙擊手。
棟方結弦〈26〉 - 吹石一惠（香港有線配音：何凱怡）
神御藏一號的女友。
正木圭吾 - 小田切讓（香港有線配音：郭俊廷）
香椎秀樹〈41〉 - 大森南朋（香港有線配音：李家傑）
古橋誠二郎〈34〉 - 池内博之
速田仁〈35〉 - 平山浩行
梶尾龍一〈31〉 - 高橋努

### 製作群
- 原作 - 小森陽一、藤堂裕
- 導演 - 平野俊一
- 編劇 - 古家和尚
- 製作 -「S -最後の警官- 奪還 RECOVERY OF OUR FUTURE」製作委員会[9]。
- 發行 - 東寶
- 票房 - 9.8億日圓

## 發行

### 書籍
小森陽一、藤堂裕 《S -終極警官-》 小學館「Big Comic」（2013年10月現在）
1. 2010年1月29日發行、ISBN 978-4-09-183010-4
2. 2010年5月28日發行、ISBN 978-4-09-183168-2
3. 2010年10月29日發行、ISBN 978-4-09-183509-3
4. 2011年3月30日發行、ISBN 978-4-09-183726-4
5. 2011年8月30日發行、ISBN 978-4-09-184046-2
6. 2012年1月30日發行、ISBN 978-4-09-184249-7
7. 2012年5月30日發行、ISBN 978-4-09-184513-9
8. 2012年9月28日發行、ISBN 978-4-09-184676-1
9. 2013年1月30日發行、ISBN 978-4-09-184865-9
10. 2013年5月30日發行、ISBN 978-4-09-185237-3
11. 2013年9月30日發行、ISBN 978-4-09-185424-7

## 外部連結
- S -終極警官-（页面存档备份，存于） - 小學館
- S -終極警官- 特設頁面 - 小學館
- S -終極警官-（页面存档备份，存于） - TBS電視台
- S -終極警官（页面存档备份，存于） - 緯來日本台

## 節目的變遷
| 日本 TBS電視台系列 周日劇場         | 日本 TBS電視台系列 周日劇場         | 日本 TBS電視台系列 周日劇場 |
| ----------------------------------- | ----------------------------------- | --------------------------- |
|                                     | S-終極警 （2014.01.12－2014.03.16） |                             |
| 安堂機器人 （2013.10.13－2013.12.15） | 羅斯福遊戲 （2014.04.27－2014.06.22） |                             |

| 臺灣 緯來日本台 週一至週五 22:00     | 臺灣 緯來日本台 週一至週五 22:00         | 臺灣 緯來日本台 週一至週五 22:00 |
| ------------------------------------ | ---------------------------------------- | -------------------------------- |
|                                      | S-終極警 （2014.05.12 - 2014.05.23）     |                                  |
| 公關室愛情 （2014.04.25 - 2014.05.09） | 搖滾王子東京店 （2014.05.23 - 2014.06.09） |                                  |

| 香港 無綫網絡電視煲劇1台 星期六 14:00-16:00及18:30-20:30 · 6月7日 13:45-16:00及18:15-20:30 | 香港 無綫網絡電視煲劇1台 星期六 14:00-16:00及18:30-20:30 · 6月7日 13:45-16:00及18:15-20:30 | 香港 無綫網絡電視煲劇1台 星期六 14:00-16:00及18:30-20:30 · 6月7日 13:45-16:00及18:15-20:30 |
| ------------------------------------------------------------------------------------------ | ------------------------------------------------------------------------------------------ | ------------------------------------------------------------------------------------------ |
|                                                                                            | （2014.06.07 - 2014.07.05）                                                                |                                                                                            |
| （2014.05.03 - 2014.05.31）                                                                | （2014.07.12 - 2014.08.09）                                                                |                                                                                            |